# Teodor (patriarcha Aleksandrii)
Teodor (zm. 609) – chalcedoński patriarcha Aleksandrii w latach 607–609. Zginął męczeńską śmiercią. Jest czczony jako święty w Kościele prawosławnym.